# Golpe de Estado em Burquina Fasso em 1987
O golpe de Estado em Burquina Fasso de 1987 foi um sangrento golpe militar em Burquina Fasso ocorrido em 15 de outubro de 1987. Foi orquestrado por Blaise Compaoré contra o então presidente Thomas Sankara, seu ex-amigo e associado durante a sublevação de 1983. Sankara foi morto por um grupo armado com doze outros oficiais. Posteriormente, o novo Presidente Compaoré citou a deterioração nas relações com os países vizinhos como uma das razões para o golpe, e afirmou que Sankara prejudicou as relações exteriores com a ex-potência colonial, a França, e a vizinha Costa do Marfim. Após o golpe de Estado, e embora a morte de Sankara fosse de conhecimento público, alguns Comitês de Defesa da Revolução organizaram uma resistência armada aos militares por vários dias.
Compaoré descreveu o assassinato de Sankara como um "acidente", mas as circunstâncias nunca foram devidamente investigadas. A autópsia de 2015 revelou que o corpo de Sankara estava "crivado" com "mais de uma dúzia" de balas, conforme relatado por um dos advogados que representavam a viúva de Sankara, Mariam.
Prince Johnson, um ex-senhor da guerra da Libéria, aliado a Charles Ghankay Taylor, disse à Comissão da Verdade e Reconciliação da Libéria que o golpe foi organizado por Taylor.